# Amintiri din epoca de aur
Amintiri din epoca de aur (Brasil: Contos da Era Dourada / Portugal: Histórias da Idade de Ouro) é um filme de comédia romeno. Competiu na secção Un Certain Regard, no Festival de Cannes em 2009.
O filme é composto de cinco historias curtas aleatórias e independentes, cada uma ambientada no final do período comunista da Roménia e baseia-se nos mitos urbanos da época, na perspectiva da gente comum. O título do filme refere-se à suposta "idade de ouro" (da propaganda comunista) dos últimos 15 anos do regime de Nicolae Ceauşescu.